# 에포토란스! 마이
《에포토란스! 마이》(일본어: エポトランス!舞, Epotoransu! Mai)는 소녀 코믹 증간에 연재된 와타세 유우의 만화 작품이다.

## 단행본
- 에포토란스! 마이 1 ISBN 4091363512
- 에포토란스! 마이 2 ISBN 4091363520

## 같이 보기
- 소녀 코믹